# Чейз, Илка
Илка Чейз (англ. Ilka Chase, 8 апреля 1900 — 15 февраля 1978) — американская актриса.
Родилась в Нью-Йорке в семье главного редактора журнала «Vogue» Эдны Вулман Чейз и её первого супруга Фрэнсиса Дэйна Чейза. Образование она получила в монастырских школах-интернатах в США, Англии и Франции. Её актёрский дебют состоялся на театральной сцене в 1923 году, а год спустя она впервые появилась на Бродвее, где регулярно играла последующие две десятилетия.
На большом экране Чейз появилась в двух десятках картин, среди которых «Царство зверей» (1932), «Вперёд, путешественник» (1942), «Это должно случиться с вами» (1954), «Большой нож» (1955) и «Одиннадцать друзей Оушена» (1960). Помимо этого актриса периодически появилась и на телеэкранах, в том числе в телефильме «Золушка» с Джули Эндрюс в главной роли, где она исполнила роль злой мачехи, а также в сериалах «Продюсерская витрина», «Театр 90» и «Защитники».
Чейз трижды была замужем. Её первым супругом был актёр Луи Кэлхерн, брак с которым закончился разводом. Её второй брак с продюсером на радио Уильямом Б. Мюррейем также завершился разводом. Со своим третьим супругом, доктором Нортоном Сейджером Брауном она оставалась вместе с 1948 года до своей смерти в 1978 году. Актриса похоронена в штате Нью-Йорк на кладбище Вестчестер-Хиллс.